# Дзвелая, Барнаба Павлович
Барнаба Павлович Дзвелая (груз. ბარნაბა პავლეს ძე ძველაია, 1880, Носири, Сенакский муниципалитет — 28 ноября 1937) — грузинский политик, публицист, член Учредительного собрания Грузии (1919—1921).

## Биография

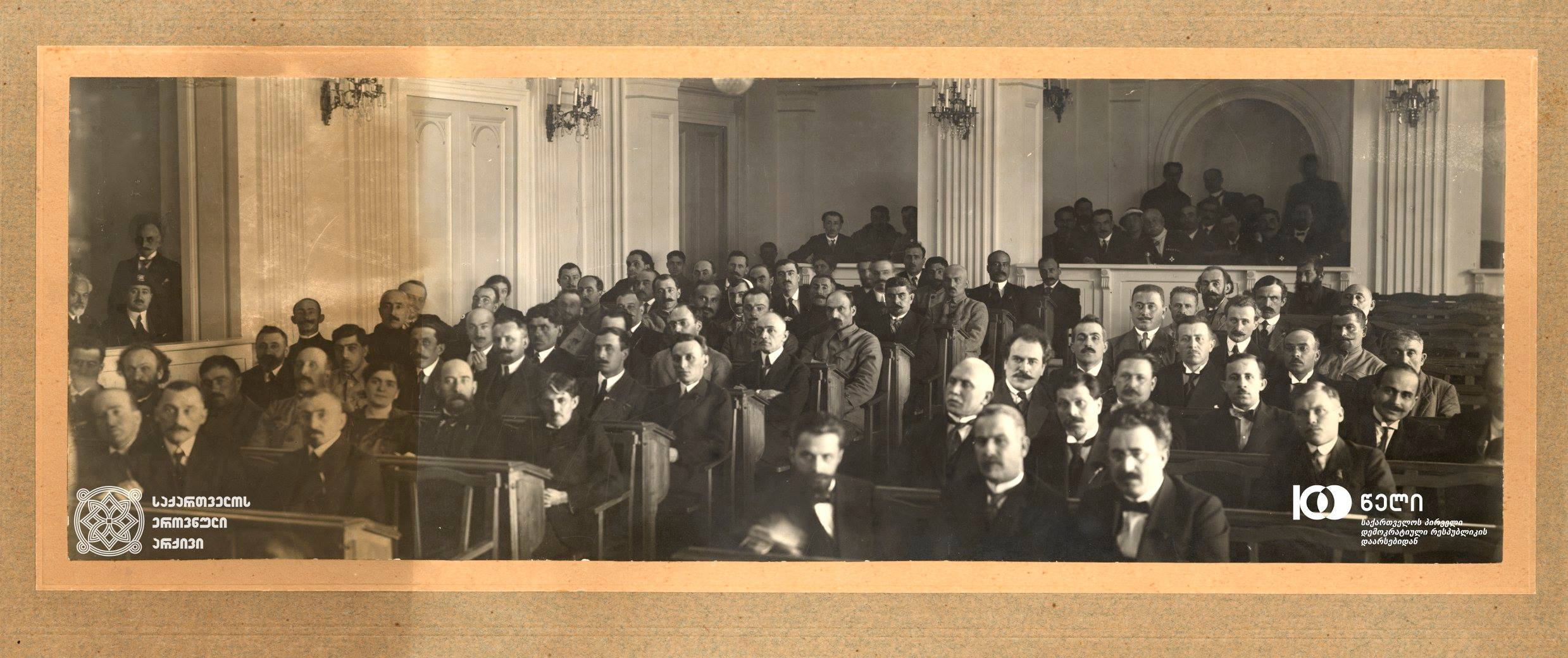
Учредительное собрание Грузии. Дзвелая, левая сторона, в последних рядах

Член меньшевистской фракции Российской социал-демократической рабочей партии с 1905 года; публиковался под псевдонимом Б. Б. Нозье. Принимал активное участие в революционных событиях 1905 года в Самегрело.
12 марта 1919 года избран членом Учредительного собрания Республики Грузия по списку Социал-демократической партии Грузии; был членом аграрной комиссии.
После советизации Грузии (1921) остался в стране и включился в движение сопротивления. Была впервые арестован в 1922 году по обвинению в контрреволюционной деятельности.
Приговорён к смертной казни 27 ноября 1937 года. Расстрелян в ночь на 28 ноября.